# Dickey Simpkins
LuBara Dixon Simpkins, detto Dickey (Fort Washington, 6 aprile 1972), è un ex cestista statunitense, professionista nella NBA e in Europa.

## Carriera
È stato selezionato dai Chicago Bulls al primo giro del Draft NBA 1994 (21ª scelta assoluta).

## Statistiche

### College
| Anno      | Squadra           | PG  | PT | MP   | TC%  | 3P%  | TL%  | RP  | AP  | PRP | SP  | PP   |
| --------- | ----------------- | --- | -- | ---- | ---- | ---- | ---- | --- | --- | --- | --- | ---- |
| 1990-1991 | Providence Friars | 32  | -  | 21,8 | 49,2 | 40,0 | 60,9 | 6,6 | 1,0 | 0,8 | 1,0 | 7,8  |
| 1991-1992 | Providence Friars | 30  | -  | 26,4 | 49,2 | 25,0 | 70,3 | 5,8 | 1,2 | 0,5 | 0,9 | 9,0  |
| 1992-1993 | Providence Friars | 33  | -  | 29,6 | 45,0 | 33,3 | 59,6 | 6,5 | 1,2 | 0,8 | 0,5 | 10,6 |
| 1993-1994 | Providence Friars | 30  | 29 | 29,2 | 51,6 | 33,3 | 68,6 | 6,3 | 1,3 | 0,7 | 0,7 | 11,8 |
| Carriera  | Carriera          | 125 | 29 | 26,7 | 48,6 | 34,6 | 64,6 | 6,3 | 1,2 | 0,7 | 0,8 | 9,8  |

### NBA

#### Regular Season
| Anno       | Squadra       | PG  | PT  | MP   | TC%  | 3P%  | TL%  | RP  | AP  | PRP | SP  | PP  |
| ---------- | ------------- | --- | --- | ---- | ---- | ---- | ---- | --- | --- | --- | --- | --- |
| 1994-1995  | Chicago Bulls | 59  | 5   | 9,9  | 42,4 | -    | 69,4 | 2,6 | 0,6 | 0,2 | 0,1 | 3,5 |
| 1995-1996† | Chicago Bulls | 60  | 12  | 11,4 | 48,1 | 100  | 62,9 | 2,6 | 0,6 | 0,2 | 0,1 | 3,6 |
| 1996-1997† | Chicago Bulls | 48  | 0   | 8,2  | 33,3 | 25,0 | 70,0 | 1,9 | 0,6 | 0,1 | 0,1 | 1,9 |
| 1997-1998† | G.S. Warriors | 19  | 0   | 10,3 | 45,8 | 0,0  | 38,5 | 2,4 | 0,8 | 0,3 | 0,1 | 2,8 |
| 1997-1998† | Chicago Bulls | 21  | 0   | 11,3 | 63,4 | 0,0  | 59,1 | 1,5 | 0,8 | 0,2 | 0,1 | 3,7 |
| 1998-1999  | Chicago Bulls | 50  | 35  | 29,0 | 46,3 | 0,0  | 64,5 | 6,8 | 1,3 | 0,7 | 0,3 | 9,1 |
| 1999-2000  | Chicago Bulls | 69  | 48  | 23,9 | 40,5 | 0,0  | 54,2 | 5,4 | 1,4 | 0,3 | 0,3 | 4,2 |
| 2001-2002  | Atlanta Hawks | 1   | 0   | 3,0  | -    | -    | -    | 0,0 | 1,0 | 0,0 | 0,0 | 0,0 |
| Carriera   | Carriera      | 327 | 100 | 15,9 | 44,0 | 22,2 | 61,8 | 3,6 | 0,9 | 0,3 | 0,2 | 4,2 |

#### Playoffs
| Anno     | Squadra       | PG | PT | MP  | TC%  | 3P% | TL%  | RP  | AP  | PRP | SP  | PP  |
| -------- | ------------- | -- | -- | --- | ---- | --- | ---- | --- | --- | --- | --- | --- |
| 1998†    | Chicago Bulls | 13 | 0  | 5,7 | 37,5 | -   | 44,4 | 1,0 | 0,2 | 0,2 | 0,1 | 1,2 |
| Carriera | Carriera      | 13 | 0  | 5,7 | 37,5 | -   | 44,4 | 1,0 | 0,2 | 0,2 | 0,1 | 1,2 |

## Palmarès
- Campionato NBA: 3

Chicago Bulls: 1996, 1997, 1998
- Coppa di Russia: 1

UNICS Kazan': 2002-2003
- Miglior rimbalzista CBA (2002)